# Битка при Лас Тайронас
Битката при Лас Тайронас е част от Кубинската война за независимост, която се състои на 17 януари 1896 г. в Пинар дел Рио.

## Предпоставки
В периода на настъплението от изток на запад в Куба, Антонио Масео след като се разделя от революционерите на Максимо Гомес в провинция Хавана продължава похода си до най-западния край на провинция Пинар дел Рио с цел да достигне края на инвазията. След поредица от поражения испанското командване, водено от Арсенио Мартинес Кампос, търси едно последно действие, за да спре Масео, повод, който се проявява в град Лас Тайронас.

## Битка
По време на битката испанците са отблъснати, напускайки терен, покрит с мъртви и ранени, а войските на революционерите отварят вратите за края на настъплението. Кубинските революционери претърпяват големи загуби по време на боевете, тъй като д-р Федерико де ла Торе Лате е убит в боя.
Кубинските бунтовници прибират 45 мулета от испанците. В резултат на този провал, който заедно с пристигането на Масео в Гуане на 22 януари 1896 г., Мартинес Кампос е принуден да подаде оставка.